# Jens Allwood
Jens Samuel Allwood, född 20 augusti 1947 i Rock Island, Illinois, USA, är en svensk lingvist, professor och skriftställare. Han är son till författaren och professorn i sociologi Martin Allwood och bror till professorn i psykologi Carl Martin Allwood.

## Biografi
Jens Allwoods bakgrund är internationellt flerspråkigt präglad. Han föddes i Rock Island i USA, där hans svenske far undervisade vid universitetet. 1950 flyttade familjen tillbaka till det internationella släktcentret för språk och undervisning, Marston Hill i Mullsjö. Vid föräldrarnas skilsmässa 1957 flyttade den unge Jens med sin norska mor Inga till Norge och gick där i skolan några år, tills flytten gick vidare till Göteborg med realskola och gymnasiestudier. Han studerade sedan ett flertal ämnen vid Göteborgs universitet samt University of Massachusetts, däribland sociologi och filosofi, utöver lingvistik och avlade en fil kand i tolv ämnen. 
Allwood har därefter främst varit verksam vid Göteborgs universitet och doktorerade där 1976 med avhandlingen Linguistic Communication as Action and Cooperation. Han forskar och undervisar inom lingvistik i relation till samhällsvetenskap, har skrivit ett antal skrifter inom området och var med och grundlade Institutionen för Lingvistik på universitetet. Som lingvist och kommunikationsforskare har Allwood en stark förankring i aktivitetsbaserade teorier (med ursprung från till exempel Wittgenstein, Peirce och Garfinkel), semiotik och korpuslingvistik. Han är även aktiv i internationella studier av interkulturell kommunikation och i bevarandet av minoritetsspråk. 

### Marston Hill
Allwood är sedan länge även verksam som lärare och föreståndare vid släktens internationella språk- och mötescentrum i Mullsjö, Marston Hill Anglo-American Center och Interkulturellt centrum för livskvalitet, med bland annat internationellt inriktad, tvärvetenskaplig akademisk studieverksamhet, språkstudier och rekreation.